# AN/MPQ-64 Sentinel
 (février 2023).
Si vous disposez d'ouvrages ou d'articles de référence ou si vous connaissez des sites web de qualité traitant du thème abordé ici, merci de compléter l'article en donnant les références utiles à sa vérifiabilité et en les liant à la section « Notes et références ».
Le AN/MPQ-64 Sentinel est un radar aéronautique à bande X piloté électroniquement impulsion-Doppler et radar 3D système utilisé pour alerter et signaler les menaces à courte portée (Short Range Air Defence (SHORAD)) aux emplacements de cibles hostiles approchant leurs forces de première ligne. Il est actuellement produit par Raytheon Missiles and Defense.
Construit pour la première fois en 1997 en tant que modification du AN/TPQ-36A pour le rôle de recherche et de suivi dans le système de défense aérienne norvégien NASAMS, le radar Sentinel est déployé avec des unités de zone avant de  défense aérienne. de l'U.S. Army. Monté sur une plate-forme tractée, il peut être positionné à distance du reste de l'unité.

## Caractéristiques
L'antenne utilise la technologie de balayage électronique à fréquence de phase, formant des faisceaux de crayon 3D pointus couvrant un grand volume de surveillance et de piste. Il utilise une plate-forme rotative avec une vitesse de balayage élevée (30 tr/min) pour fournir une couverture à 360 degrés. Le radar est conçu avec une haute résistance aux contre-mesures électroniques (ECM) et aux missiles antiradars (ARM).
Le système acquiert, suit, classifie, identifie et signale automatiquement les cibles à haute et basse altitude, y compris les missiles de croisière, véhicules aériens sans pilote, et à la fois rotatifs et aéronef à voilure fixe. L'identification des aéronefs amis est facilitée par l'interrogation identification ami ou ennemi (IFF).
Le système peut être déployé à l'aide d'un HMMWV équipé d'un groupe électrogène embarqué de 10 kW 400 Hz 115/200 VDC. Il peut être exploité de manière autonome et communiquer avec le centre de direction de tir via une liaison à fibre optique large bande. Il peut également distribuer ses données sur un réseau radio SINCGARS.

### AN/MPQ-64A1 Sentinelle améliorée
Dans le cadre du programme de modernisation A1 Enhanced Sentinel, les unités Sentinel existantes sont équipées d'une électronique numérique moderne basée sur COTS pour le traitement du signal et des données, ce qui garantit de meilleures performances et permet la modification du logiciel pour des mises à jour rapides des systèmes sur le terrain.
Les mises à niveau de forme d'onde pour le récepteur/excitateur et le remplacement de l'émetteur par des modules d'amplification de puissance permettent à Sentinel de générer, recevoir et filtrer des formes d'onde de classification cible de faible intensité. Le taux de rotation variable augmente le temps sur la cible et positionne l'antenne pour améliorer la classification et le suivi des cibles de missiles de croisière plus petites. Le logiciel mis à jour prend en charge la classification des cibles au-delà de la portée visuelle et des contre-mesures électroniques. La mise à niveau offre une extension de portée significative et une meilleure détection contre les missiles de croisière subsoniques, les véhicules aériens sans pilote et les drones lents, ainsi que les aéronefs à voilure tournante et à voilure fixe.

### AN/MPQ-64F1
Version mise à jour de Sentinel améliorée pour le système de défense aérienne NASAMS 2.

### AN/MPQ-64M2
Employé par le Joint Ground-based Air Defence Command néerlandais.

### Sentinelle améliorée AN/MPQ-64A3
L'armée américaine a commandé le programme d'amélioration A3 Enhanced Sentinel en 2011. La mise à niveau comprend le kit de modification TPX-57 Mode 5 Identification Friend or Foe (IFF), qui se compose d'un nouveau routeur Ethernet, d'un terminal de contrôle radar amélioré (eRCT), d'un boîtier de processeur de données de signal (SDP) et de plusieurs ensembles de cartes de circuit. Cela convertira les unités A1 Enhanced Sentinel existantes en configuration A3 Enhanced Sentinel, augmentant la fiabilité et résolvant les problèmes matériels identifiés, pour correspondre aux capacités du F1 Improved Sentinel.
L'eRCT permet des opérations à distance et comprend un enregistreur de données tactiques nécessaire pour prendre en charge les capacités du radar de contrebatterie. Un nouveau mode opérationnel, Multi Mode Sentinel, permet la détection des tirs de roquettes, d'artillerie et de mortier (RAM), donnant des informations rapides sur le point d'origine du tir ennemi ainsi qu'une estimation du point d'impact. AN/MPQ-64A3 est monté sur une remorque de 2,5 tonnes avec alimentation embarquée.

## Opérateurs militaires
- Espagne